# Александров, Леонид Александрович
Леонид Александрович Александров (12 февраля 1926, Янзакасы, Чувашия — 13 мая 1996, Красноуфимск, Свердловская область) — советский писатель, переводчик.

## Биография
Родился 12 февраля 1926 года в деревне Янзакасы Чувашской АССР в семье сельского учителя. Рано потерял родителей. Воспитывался в семьях старших братьев. Окончив семилетнюю школу, работал на заводе учеником электрослесаря, однако по состоянию здоровья вынужден был вернуться в деревню.
Во время Великой Отечественной войны работал в колхозе. Был призван в апреле 1944 года в армию, однако на фронт не попал. Боролся с «лесными братьями» в Прибалтике, где получил ранение.
После демобилизации в 1950 году учился в художественном училище в Чебоксарах. В 1951 году по оргнабору приехал на Урал, где до 1959 года работал в посёлке Сосновка сначала лесорубом, затем художником, и наконец заведующим клубом леспромхоза. В 1959 году женился и переехал в деревню Берёзовка Артинского района, где работал заведующим отделением почтовой связи.
С 1959 года работал в газетах Арти, а с 1962 года жил и работал в городе Красноуфимске.
Писать начал рано, но первые стихи и рассказы опубликовал только в 1959 году в районной газете «Ленинский путь».
Автор рассказов и повестей на русском языке, печатавшихся в журналах «Урал» и «Уральский следопыт». Первая книга рассказов вышла в Свердловске в 1964 году.
В 1968 году в журнале «Урал» была опубликована повесть «Бабий век». Она выдержала 6 изданий, а её общий тираж составил 300 тысяч экземпляров.
Переводил на русский язык рассказы чувашских писателей Л. В. Таллерова, А. А. Эсхеля и других.
С 1969 года член Союза писателей СССР. Награждён медалью «За Победу над Германией в Великой Отечественной войне 1941—1945 гг.» и другими наградами.
Умер 13 мая 1996 года.